# Улица Валге
У́лица Ва́лге (эст. Valge tänav, с эст. — Белая улица) — улица в Таллине, столице Эстонии. 

## География
Пролегает в микрорайонах Курепыллу и Ууслинн городского района Ласнамяэ. Начинается от перекрёстка улиц Лаагна и Палласти, идёт на северо-восток, пересекается с улицами Аугуста Вейценберга, Раудсюдаме, Мулдвалге, Ууслинна, Выйдуйооксу, заканчивается на пересечении с улицей Турба недалеко от Нарвского шоссе. 
Протяжённость — 1,436 км.

## История
Своё название улица получила 5 декабря 2001 года, до этого она была частью улицы Ласнамяэ. Название происходит от Северного (Белого) маяка Таллина.

## Застройка
Застройка улицы в основном состоит из малоэтажных жилых домов. Двухэтажные кирпичные дома в её начале были построены в 1954—1961 годах, пятиэтажные панельные дома в центре (10, 16) возведены в 2020 году, четырёх- и пятиэтажные дома в конце улицы — в 2004—2005 годах.
- A. Weizenbergi 34 / Valge 1 — музей Куму, филиал Эстонского художественного музея;
- Valge tn 3 — Северный (Белый) маяк Таллина, памятник культуры. Возведён в 1806 году, в 1839 году была добавлена восьмигранная пирамидальная башня с флюгером[6];
- Valge tn 3/1— здание Центра организации судоходства;
- Valge tn 4 — головной офис Транспортного департамента;
- Valge tn 6A — памятник культуры: штабное здание т. н. Нового городка[7].

По приказу императора Павла I в конце XVIII века силами солдат на глинте недалеко от Кадриоргского дворца был построен военный городок, который стали называть Новым городком (Нейштадт, нем. Neustadt; от него произошло эстонское название микрорайона Ууслинн (эст. Uuslinn — Новый город)). От домика Петра I в Кадриорге к городку была проложена дорога. Общий план городка напоминал полусферу, открытую в сторону моря. В городке планировалось разместить до 10 тысяч человек. Были построены 7 больших и 15 малых казарм, 8 кухонь со столовыми и другие постройки. В зданиях с толстыми плитняковыми стенами было сыро и холодно. Постепенно военные покинули городок, и долгое время его постройки оставались пустыми. Штабное здание было капитально отремонтировано в 2020-х годах.
В 2018 году было снесено офисное здание компании «Telia» по адресу Valge tn 16, которое было возведено в 1998 году и являлось в то время очень современным. Вместо него в 2020 году был построен пятиэтажный жилой дом на 112 квартир с подземной парковкой.

## Общественный транспорт
По улице проходит маршрут городского автобуса № 39.

Улица Валге
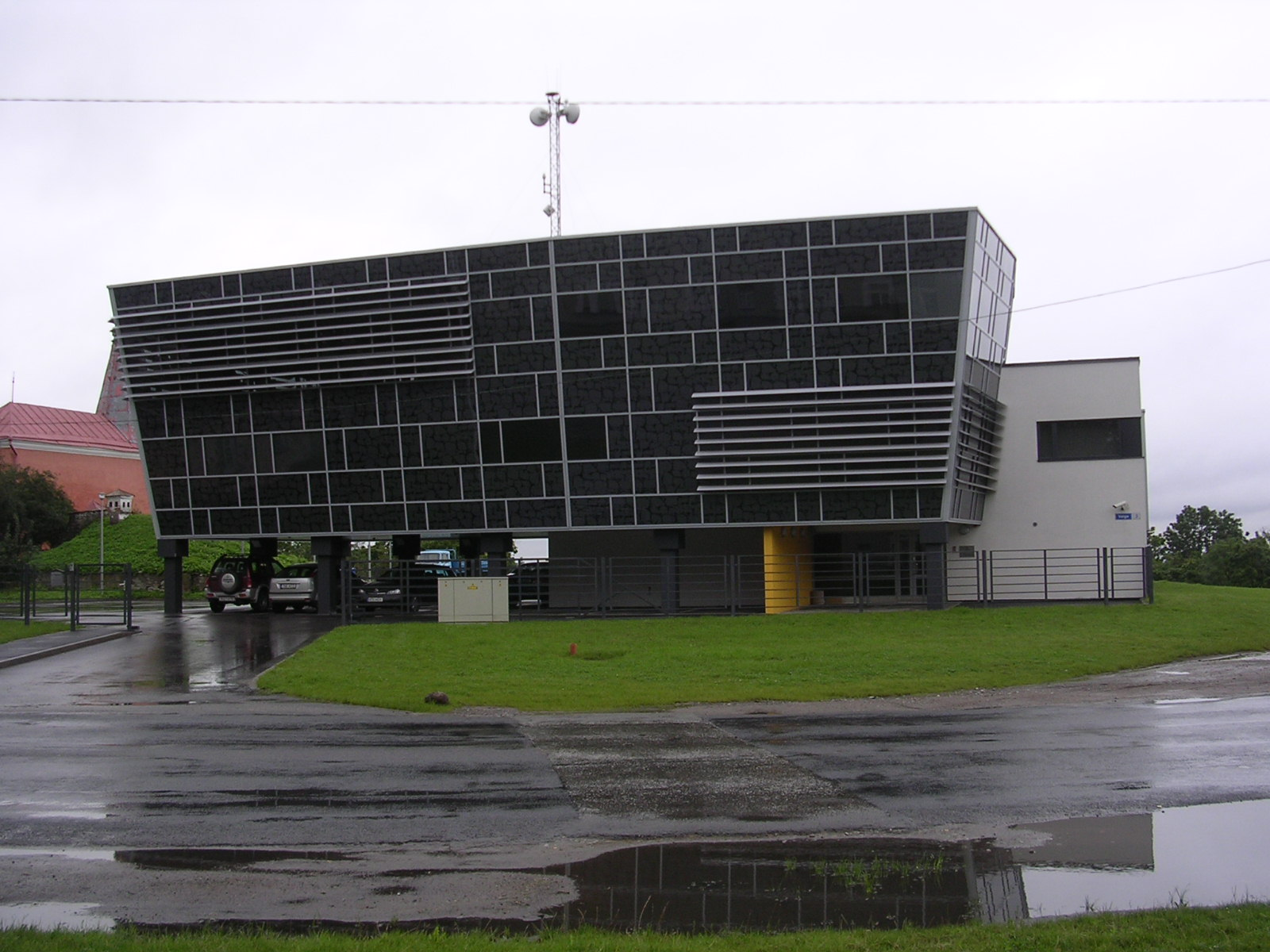
Центр организации судоходства
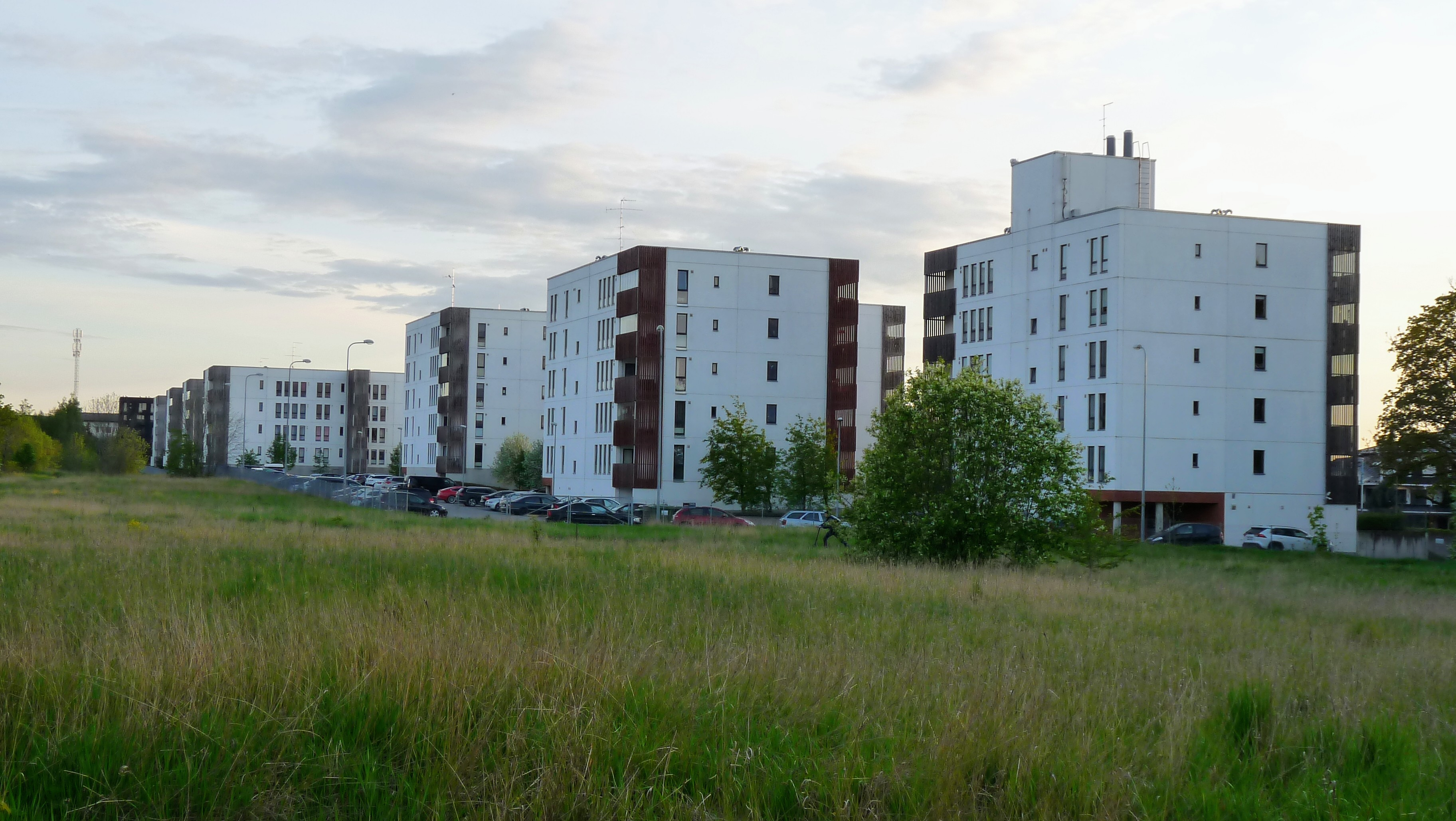
Жилые дома
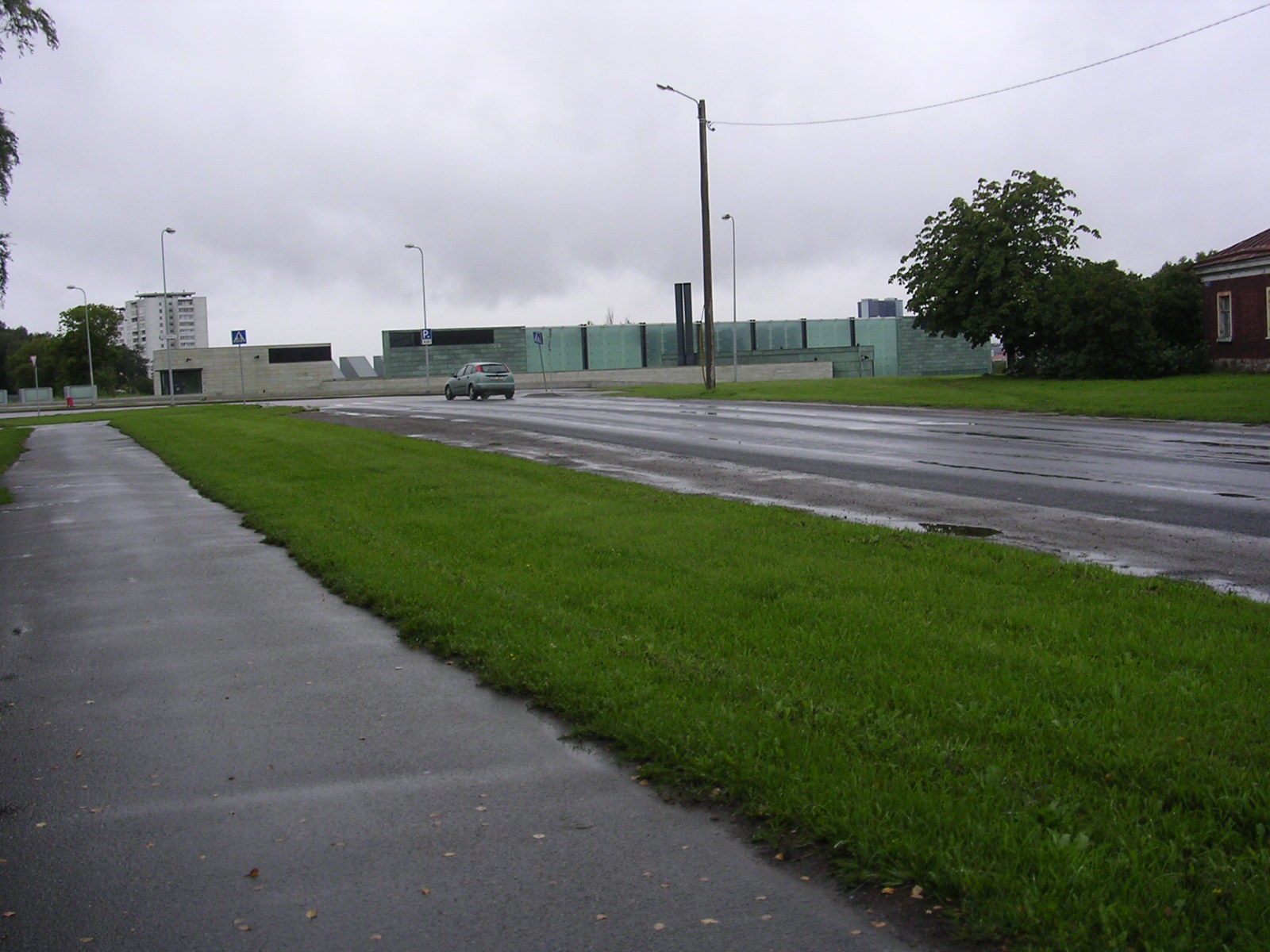
Вид с улицы в сторону музея Куму
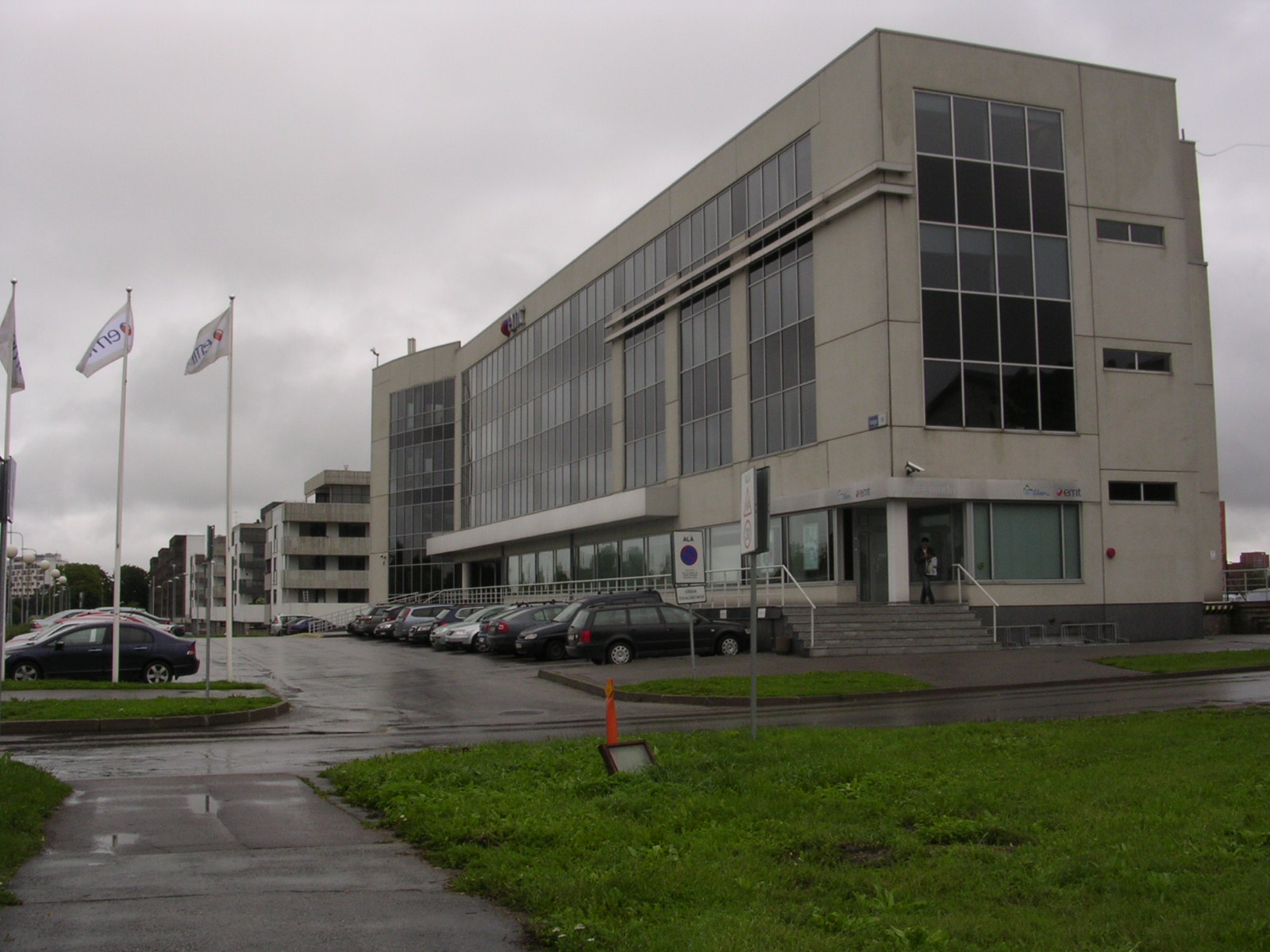
Дом 16, офис компании «Telia», снесён в 2018 году
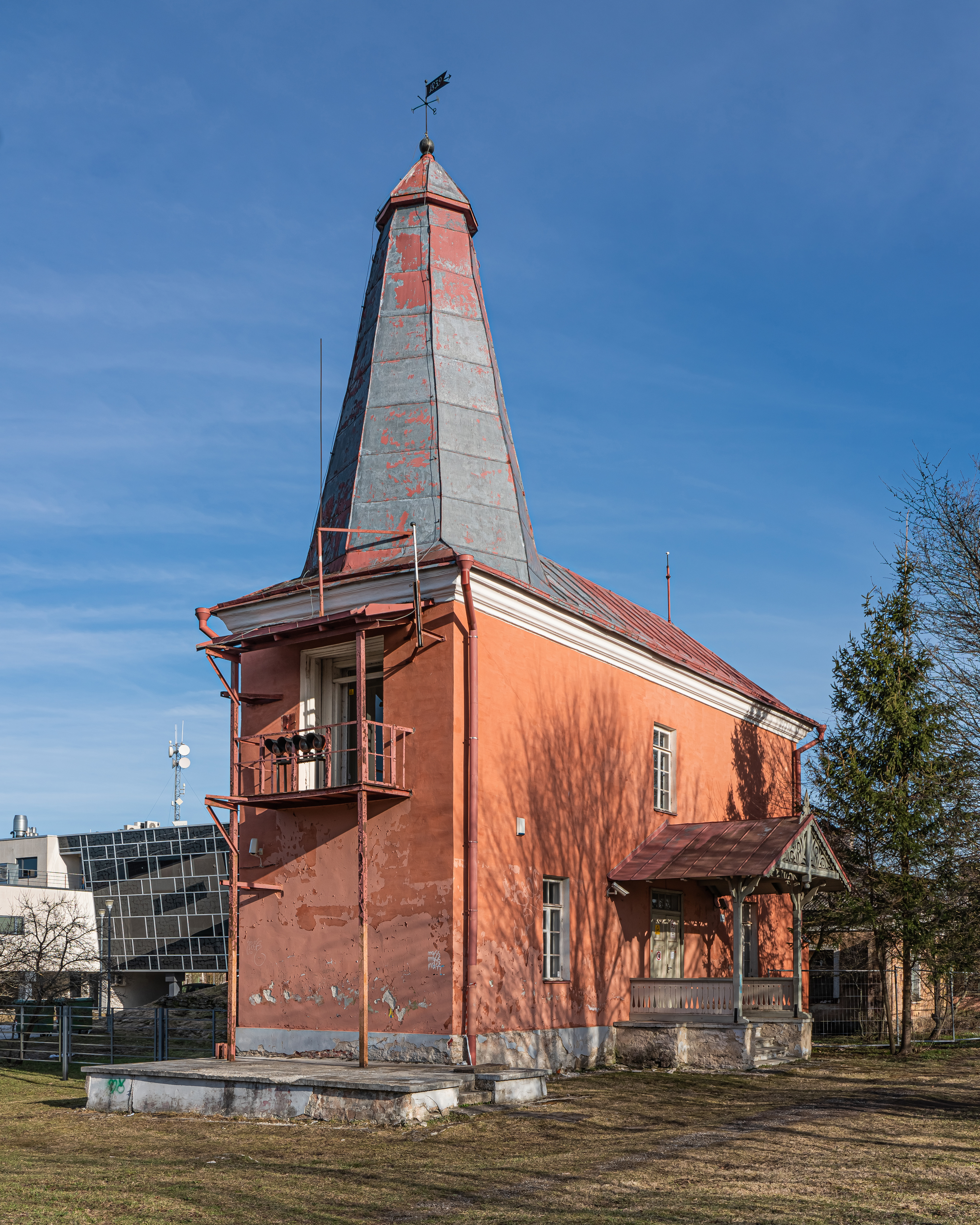
Белый маяк